# Kingston
Kingston (pronunciado em inglês: [ˈkɪŋstən]) é a capital e maior cidade da Jamaica e está localizada na costa sudeste do país. Ela possui uma proteção natural conhecida como Palisade, um longo cordão litoral que conecta o Port Royal e o Norman Manley International Airport para o resto da ilha. Nas Américas, Kingston é a cidade com o maior número de falantes da língua inglesa a sul dos Estados Unidos.
Os órgãos da administração local, as paróquias de Kingston e St. Andrew foram reunidos pela Kingston e St. Andrew Corporation Act de 1923, para formar a Kingston e St. Andrew Corporation (KSAC). A Grande Kingston, ou a "área corporativa" refere-se a KSAC, no entanto, não se referem exclusivamente à freguesia de Kingston, que consiste apenas no antigo centro da cidade e Port Royal. A freguesia de Kingston tinha uma população de 96.052, e St. Andrew de 555.828, em 2001.

## Demografia
Apesar da maioria da população ser de ascendência africana, Kingston é também o lar de outras etnias, sendo as maiores a dos indianos e chineses que vieram para o país como servos no final do século XIX, mas agora ocupam um papel importante na economia jamaicana, especialmente nos mercados de retalho no centro de Kingston. Em número menor os europeus, cuja maioria é descendente de imigrantes da Alemanha e Grã-Bretanha, bem como sírios e libaneses. Os mestiços formam uma minoria considerável na cidade.

## Religião

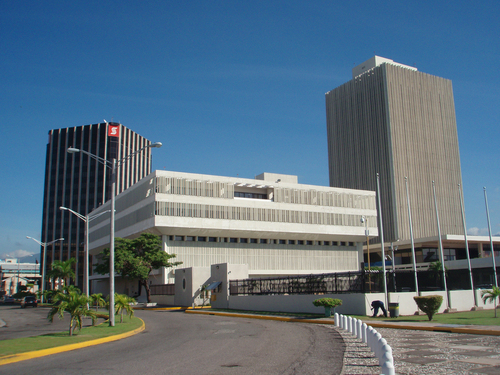
Banco de Kingston

Há uma grande variedade de igrejas cristãs na cidade. A maioria é protestante, uma herança da colonização britânica na ilha. As denominações principais são a Igreja de Deus, Batista, Anglicana, Metodista, Católica, Adventista do Sétimo Dia e pentecostais. Religões afro-cristãs também são bem difundidas.
Existe a sinagoga Shaare Shalom na cidade, bem com uma minoria budista e muçulmana. Existem várias organizações islâmicas e mesquitas na Jamaica, incluindo o Conselho Islâmico da Jamaica e da Educação e do Centro Islâmico Dawah, ambos localizados em Kingston e oferece aulas em estudos islâmicos e orações diárias em congregação.

## Economia
Kingston é muito importante para a estabilidade econômica jamaicana. Como capital da Jamaica, e uma das mais densas zonas povoadas da ilha, a atividade econômica tem força dentro de Kingston, e uma vez que a maioria dos ministérios estão localizados em Kingston, é uma força fundamental na legislação no que diz respeito às finanças da Jamaica. A grande densidade populacional da capital significa que a maioria das transações monetárias ocorrem em Kingston — o que estimula a economia local da Jamaica. Muitos bancos estão localizados dentro das fronteiras da cidade.

## Geografia

### Clima
| Dados climatológicos para Kingston, Jamaica (Aeroporto Internacional Norman Manley) extremos 1852–presente | Dados climatológicos para Kingston, Jamaica (Aeroporto Internacional Norman Manley) extremos 1852–presente | Dados climatológicos para Kingston, Jamaica (Aeroporto Internacional Norman Manley) extremos 1852–presente | Dados climatológicos para Kingston, Jamaica (Aeroporto Internacional Norman Manley) extremos 1852–presente | Dados climatológicos para Kingston, Jamaica (Aeroporto Internacional Norman Manley) extremos 1852–presente | Dados climatológicos para Kingston, Jamaica (Aeroporto Internacional Norman Manley) extremos 1852–presente | Dados climatológicos para Kingston, Jamaica (Aeroporto Internacional Norman Manley) extremos 1852–presente | Dados climatológicos para Kingston, Jamaica (Aeroporto Internacional Norman Manley) extremos 1852–presente | Dados climatológicos para Kingston, Jamaica (Aeroporto Internacional Norman Manley) extremos 1852–presente | Dados climatológicos para Kingston, Jamaica (Aeroporto Internacional Norman Manley) extremos 1852–presente | Dados climatológicos para Kingston, Jamaica (Aeroporto Internacional Norman Manley) extremos 1852–presente | Dados climatológicos para Kingston, Jamaica (Aeroporto Internacional Norman Manley) extremos 1852–presente | Dados climatológicos para Kingston, Jamaica (Aeroporto Internacional Norman Manley) extremos 1852–presente | Dados climatológicos para Kingston, Jamaica (Aeroporto Internacional Norman Manley) extremos 1852–presente |
| Mês | Jan | Fev | Mar | Abr | Mai | Jun | Jul | Ago | Set | Out | Nov | Dez | Ano |
| --- | --- | --- | --- | --- | --- | --- | --- | --- | --- | --- | --- | --- | --- |
| Temperatura máxima recorde (°C)                                                                            | 35,1 | 34,8 | 35,1 | 35,7 | 35,0 | 36,9 | 37,1 | 36,1 | 35,8 | 35,4 | 37,1 | 35,0 | 37,1 |
| Temperatura máxima média (°C)                                                                              | 29,8 | 29,6 | 29,8 | 30,3 | 30,8 | 31,2 | 31,7 | 31,9 | 31,7 | 31,3 | 31,1 | 30,5 | 30,8 |
| Temperatura mínima média (°C)                                                                              | 22,3 | 22,3 | 22,9 | 22,6 | 24,7 | 25,3 | 25,6 | 25,3 | 25,3 | 24,8 | 24,1 | 23,1 | 24,0 |
| Temperatura mínima recorde (°C)                                                                            | 18,5 | 18,0 | 18,0 | 19,2 | 20,0 | 21,0 | 20,6 | 19,9 | 20,0 | 19,0 | 19,0 | 18,0 | 18,0 |
| Precipitação (mm)                                                                                          | 18 | 16 | 14 | 27 | 100 | 83 | 40 | 81 | 107 | 167 | 61 | 31 | 745 |
| Dias com precipitação                                                                                      | 10 | 8 | 7 | 9 | 11 | 7 | 6 | 6 | 9 | 12 | 11 | 9 | 105 |
| Umidade relativa (%)                                                                                       | 81 | 77 | 76 | 78 | 78 | 75 | 75 | 76 | 78 | 78 | 80 | 81 | 78 |
| Insolação (h)                                                                                              | 226,3 | 211,9 | 241,8 | 228,0 | 229,4 | 234,0 | 266,6 | 254,2 | 234,0 | 232,5 | 225,0 | 226,3 | 2 810 |
| Fonte: Meteorological Service (Jamaica)                                                                    | | | | | | | | | | | | | |
| Fonte 2: Meteo Climat (máximas e mínimas recordes)                                                         | | | | | | | | | | | | | |

## Transporte

### Ruas
A estação St William Grant Park, no coração da baixa Kingston é o ponto de partida para três das quatro estradas da Jamaica: A, ou seja, a A1 (Kingston Lucea), da A3 (Kingston da Baía de Santa Ana) e da A4 (Kingston Annotoo Bay), enquanto a cidade em si é fornecida com uma densa rede de tronco, principais, estradas secundárias e de menor importância.
Kingston é bem servida por ônibus, vans e táxis, que operam em toda a cidade com os principais centros, como Parade, Cross Roads, Half Way Tree e em outras partes.
Muitos moradores possuem carro próprio, e como muitos dos principais aglomerados urbanos, Kingston sofre frequentes engarrafamentos e poluição.

### Aeroporto
O Aeroporto Internacional de Kingston é o Norman Manley International Airport enquanto o Tinson Pen Aerodrome fornece serviços domésticos.